# Fosforilación

Grupo fosfato.

La fosforilación es la adición de un grupo fosfato a cualquier otra molécula. Su papel predominante en la bioquímica lo convierte en un importante objeto de investigación sobre todo en la fosforilación de proteínas y de fructosa. Es la reacción opuesta a la fosfatación. 
En el metabolismo, la fosforilación es el mecanismo básico de transporte de energía desde los lugares donde se produce hasta los lugares donde se necesita. Asimismo, es uno de los principales mecanismos de regulación de la actividad de proteínas en general y de las enzimas en particular.

## Fosforilación del ADP

ATP.

La fosforilación más importante para el metabolismo es la fosforilación del adenosín difosfato (ADP), es decir, la adición de un grupo fosfato al ADP para formar adenosín trifosfato (ATP): 
El ATP así formado transporta la energía del enlace convirtiéndose en la moneda de cambio energética del metabolismo. Hay diversas vías que fosforilan ADP.

### Fosforilación a nivel de sustrato
La fosforilación a nivel de sustrato es la síntesis de ATP acoplada a una reacción exergónica sin intervención de la enzima ATP-sintasa. Está mediada por enzimas quinasas y se produce, por ejemplo, en el ciclo de Krebs o en la glucólisis; constituye únicamente una pequeña parte del total de ATP producido en la célula.

### Fosforilación por la ATP-sintasa
La ATP-sintasa es una enzima incrustada en la membrana interna de la mitocondria y en la membrana de los tilacoides de los cloroplastos. Es capaz de fosforilar ADP con un fosfato inorgánico gracias a la energía de los protones que la atraviesan (quimiosmosis). La fosforilación oxidativa mitocondrial y la fotofosforilación de los cloroplastos son las dos principales vías donde actúa la ATP-sintasa.

#### Fosforilación oxidativa
La oxidación del alimento durante la respiración libera energía química potencial que es utilizada para sintetizar ATP. El proceso implica la fosforilación oxidativa de moléculas alimenticias como glucosa, ácidos grasos o glicerina (las más comunes). Las moléculas son descompuestas durante una serie de reacciones, y la energía liberada en ciertos estados del proceso es utilizada para producir ATP en reacciones de fosforilación.
Se calcula que hasta el 90% de la energía celular en forma de ATP es producida de esta forma.

#### Fotofosforilación
Se refiere al proceso de formación del ATP durante la fase luminosa de la fotosíntesis. La energía lumínica excita y desplaza electrones de la clorofila y otros pigmentos presentes en las plantas, algas y cianobacterias. La energía asociada con los electrones excitados se almacena en el ATP en un proceso que produce más moléculas de este tipo a partir de ADP y fosfato inorgánico.

## Fosforilación de proteínas
La fosforilación de las proteínas y, en especial, de las enzimas, es uno de los principales mecanismos de regulación de su actividad. Las proteínas quinasa son las encargadas de fosforilar proteínas

## Otras reacciones de fosforilación
Existen otras muchas reacciones metabólicas en que se fosforilan moléculas, aunque la mayoría de las fosforilaciones celulares se pueden clasificar de las dos formas antes mencionadas. Por ejemplo, en la primera reacción de la glucólisis la enzima hexoquinasa adiciona un grupo fosfato al carbono 6 de la glucosa mediante la fosforilacion a nivel de sustrato, y que así se transforma en glucosa-6-fosfato. Su función es la de atrapar la glucosa en el citosol intracelular puesto que el fosfato, por lo general, es muy impermeable a la membrana celular. En las células hepáticas la desfosforilación se lleva a cabo en retículo endoplasmático liso y así permitir de nuevo su salida al torrente sanguíneo.